# Frans Carlsohn
Frans Reinhold Carlsohn, född 11 mars 1821 i Jönköping, död 16 mars 1899 i Kristianstad, var en svensk militär.
Frans Carlsohn var son till körsnär Fredrik Carlsson och Catharina Moberg. Han blev officer 1840, kapten vid Wendes artilleriregemente 1855, major vid Göta artilleriregemente 1866, fälttygmästare 1866 och överstelöjtnant 1868. Carlsohn var överste, kommendant i Göteborg och chef för Göta artilleriregemente 1870–1884. Han var generalfälttygmästare och chef för artilleriet 1874. Carlsohn var även ledamot av Krigsvetenskapsakademien från 1865.